# Ommatius fuscovittatua
Ommatius fuscovittatua är en tvåvingeart som beskrevs av Ricardo 1900. Ommatius fuscovittatua ingår i släktet Ommatius och familjen rovflugor. Inga underarter finns listade i Catalogue of Life.